# Thomas Sprigg
Thomas Sprigg (* 1747 im Prince George’s County, Province of Maryland; † 13. Dezember 1809 im Washington County, Maryland) war ein britisch-amerikanischer Politiker. Zwischen 1793 und 1797 vertrat er den Bundesstaat Maryland im US-Repräsentantenhaus.

## Werdegang
Thomas Sprigg war der Onkel des Kongressabgeordneten Richard Sprigg. Er wuchs während der britischen Kolonialzeit auf. Zwischen September und Dezember 1776 war er während des Unabhängigkeitskriegs Fähnrich einer Einheit aus Maryland. Zwischen 1777 und 1780 war er Notar für Testamente (Register of Wills) im Washington County. Zwischenzeitlich fungierte er dort auch als Bezirksrat. Politisch stand Sprigg in Opposition zu der von Präsident George Washington geführten Bundesregierung. Ende der 1790er Jahre schloss er sich der von Thomas Jefferson gegründeten Demokratisch-Republikanischen Partei an.
Bei den Kongresswahlen des Jahres 1792 wurde Sprigg im vierten Wahlbezirk von Maryland in das damals noch in Philadelphia tagende US-Repräsentantenhaus gewählt, wo er am 4. März 1793 die Nachfolge von Samuel Sterett antrat. Nach einer Wiederwahl konnte er bis zum 3. März 1797 zwei Legislaturperioden im Kongress absolvieren. Nach dem Ende seiner Zeit im US-Repräsentantenhaus trat Sprigg politisch nicht mehr in Erscheinung.